# Зоркинский сельский совет
Зоркинский сельский совет (укр. Зоркінська сільська рада, крымскотат. Dulat köy şurası) — административно-территориальная единица в Нижнегорском районе в составе АР Крым Украины (фактически до 2014 года), ранее до 1991 года — в составе Крымской области УССР в СССР. Население по переписи 2001 года составляло 2128 человек, площадь совета — 51 км². Территория сельсовета находится на северо-западе района, в степном Крыму, у границы с Джанкойским.
К 2014 году сельсовет состоял из 4 сёл:
- Зоркино
- Межевое
- Нежинское
- Широкое

## История
Зоркинский сельский совет (как Дулатский) впервые был образован в 1930-х годах в составе Колайского района Крымской АССР РСФСР (на 1940 год он уже существовал). Указом Президиума Верховного Совета РСФСР от 21 августа 1945 года Дулатский сельсовет был переименован в Зоркинский. С 25 июня 1946 года совет в составе Крымской области РСФСР, а 26 апреля 1954 года Крымская область была передана из состава РСФСР в состав УССР. Время упразднения сельсовета пока не установлено: на 15 июня 1960 года он уже не существовал. Указом Президиума Верховного Совета УССР «Об укрупнении сельских районов Крымской области», от 30 декабря 1962 года Азовский район был упразднён и сёла присоединили к Джанкойскому. 1 января 1965 года, указом Президиума ВС УССР «О внесении изменений в административное районирование УССР — по Крымской области», включили в состав Нижнегорского. В период с 1968 года по 1974 год возрождён Зоркинский сельсовет уже в окончательном составе. С 12 февраля 1991 года сельсовет в восстановленной Крымской АССР, 26 февраля 1992 года переименованной в Автономную Республику Крым. С 21 марта 2014 года в составе Крыма аннексирован Россией. Законом «Об установлении границ муниципальных образований и статусе муниципальных образований в Республике Крым» от 4 июня 2014 года территория административной единицы была объявлена муниципальным образованием со статусом сельского поселения.